# Rejon sołowiecki

Położenie rejonu w obrębie obwodu archangielskiego

Rejon sołowiecki (ros. Соловецкий район) – rejon w północnej Rosji, w obwodzie archangielskim. 

## Położenie
Rejon leży w północno-wschodniej Europie, w północno-zachodniej części obwodu archangielskiego, na położonych na Morzu Białym Wyspach Sołowieckich.

## Powierzchnia
Rejon ma powierzchnię 347 km². Teren ten stanowi równina, której znaczną część pokrywa tajga, złożona głównie z lasów świerkowych, w mniejszym stopniu – sosnowych, z niewielką domieszką innych gatunków: jodły, modrzewia i drzew liściastych (głównie brzozy).
Na obszarze rejonu znajdują się liczne strumienie, a także bagna i torfowiska.

## Ludność
W rejonie zamieszkuje 968 osób (dane spisowe z 2002 r.); liczba ta szybko spada w wyniku niskiego przyrostu naturalnego i dużej emigracji zarobkowej do dużych miast, zwłaszcza Moskwy. W 1989 r. populacja rejonu wynosiła 1317 mieszkańców.
Ponieważ wyjeżdżają głównie ludzie młodzi, średnia wieku mieszkańców rejonu jest wysoka.
Niemal całą populację rejonu stanowią Rosjanie. Większość ludności wyznaje prawosławie, istnieje także spora liczba niewierzących.

## Stolica
Ośrodkiem administracyjnym rejonu jest wieś Sołowieckij.

## Gospodarka
Gospodarka rejonu, po rozpadzie ZSRR pogrążona jest w kryzysie. 
Podstawowymi źródłami utrzymania dla mieszkańców rejonu jest hodowla, a także zajęcia tradycyjne – myślistwo i rybołówstwo. 

## Klimat
W rejonie panuje klimat umiarkowany chłodny, o charakterze kontynentalnym, w znacznym stopniu łagodzony wpływem Morza Białego. 
Zima jest długa i chłodna, lato – krótkie i chłodne.
W rejonie notuje się dość wysoki poziom opadów, głównie w postaci deszczu, którego największe nasilenie przypada na sierpień.